# Карл II (герцог Орлеану)
Карл II Орлеа́нський (фр. Charles II d'Orléans; 22 січня 1522, Сен-Жермен-ан-Ле — 9 вересня 1545, Форе-Монтье) — французький принц крові, герцог Ангулемський (1531—1545 роки), Орлеанський (1536—1545) і Бурбонський (1544—1545).

## Біографія
Молодший син короля Франциска I і Клод Французької, дочки короля Людовіка XII. Був вихованцем Жана де Дентевіля. Після смерті бабусі Луїзи Савойської у 1531 році отримав титул герцога Ангулемского. У 1536 році помер старший брат Карла Франциск, дофіном став другий син Франциска I Генріх, а до Карла перейшов титул герцога Орлеанського. Перехворів на віспу, через що осліп на одне око. Незважаючи на це вважався найкрасивішим з синів Франциска I. Мав веселий, товариський і ввічливий характер, любив жарти та розіграші. При цьому поет Клеман Маро бачив у ньому поверхневого і жіночного юнака.
У 1542 році з початком чергової Італійської війни король доручив Карлу Орлеанському командування північним фронтом. Спільно з досвідченим полководцем Клодом де Гіз Карл послідовно взяв Івуа і Люксембург. Того ж часу на південному фронті дофін Генріх осадив Перпіньян. Не бажаючи, щоб вся слава завоювання Руссільйона дісталася старшому братові, Карл Орлеанський під приводом переведення артилерії вирушив на південь. Скориставшись його відсутністю, імператорські війська знову зайняли Люксембург. Облога Перпіньяна також виявилася невдалою. Дії Карла викликали гнів короля, а дофін і зовсім був позбавлений військового командування. Король був украй роздратований ворожнечею між синами.
Війна завершилася 1544 року підписанням договору в Крепі. Для зміцнення крихкого миру Франциск I розглядав варіанти одруження сина на представниці династії Габсбургів. Відповідними кандидатурами були дочка імператора Карла V Марія і дочка герцога Фердинанда Анна. Ймовірність шлюбу молодшого брата з представницею могутніх Габсбургів викликала побоювання у дофіна Генріха, якої сам був одружений з вельми скромного походження Катериною Медічі. Генріх бачив у цьому шлюбі загрозу єдності королівства. А проте була досягнута домовленість про заручини Карла Орлеанського і Анни Австрійської.
У вересні 1545 року герцог Карл брав участь у бойових діях проти англійців під Булонью. У регіоні лютувала епідемія чуми. Одначе Карл не дотримувався профілактичних заходів, оселився в будинку, в якому вже померло вісім осіб, і в підсумку заразився. Сина, що вмирав, відвідав король Франциск. «Мій пане, я вмираю, але я побачив вашу величність, і вмираю щасливим», — промовив принц. 9 вересня Карл Орлеанський помер від чуми. Король тяжко переніс цю втрату, його здоров'я було підірване, і незабаром він також помер. У травні 1547 року за наказом Генріха II тіла Франциска і Карла були поховані в абатстві Сен-Дені.